# Enhypen
ENHYPEN (hangeul : 엔하이픈) est un boys-band sud-coréen formé en 2020 par Belift Lab, un label résultant à l'origine d'une coentreprise entre HYBE et CJ ENM, jusqu'à son rachat total par HYBE en août 2023. Le boys band est composé de sept membres, gagnants de l'émission de survie musicale I-Land : Heeseung, Jay, Jake, Sunghoon, Sunoo, Jungwon, et Ni-ki.

## Signification
Le nom du groupe a été dévoilé au cours de la finale de l'émission I-Land, le 18 septembre 2020. Il est inspiré du mot anglais "hyphen", qui signifie "trait d'union". En effet, "Tout comme un trait d'union relie différents mots pour créer de nouvelles significations, les membres d'Enhypen se connecteront, se découvriront mutuellement et grandiront ensemble".  

## Fandom
Le 9 octobre 2020, près d'un mois après la formation du groupe, Enhypen révèle, via une vidéo postée sur leur chaîne YouTube, le nom officiel de leur fandom : ENGENE.

## Carrière

### Pré-débuts
Avant leurs débuts officiels, les 7 membres du groupe ont participé à l'émission de survie I-Land, destinée à former un nouveau boys band sous le label Belift Lab. Au total, 23 stagiaires de Belift Lab et BigHit Entertainment ont participé à l’émission, qui a commencé sa diffusion le 26 juin 2020 sur Mnet.
Les membres officiels du groupe ont été annoncés le 18 septembre 2020, lors de la finale de l'émission. Les 6 premiers membres destinés à former le groupe ont été choisis par le public à travers un vote international. Le dernier membre, 𝗦𝘂𝗻𝗼𝗼, a été choisi par les producteurs de l'émission (Bang Si-hyuk, Zico et Rain).

### Débuts officiels (2020)
Enhypen fait ses débuts officiels le 30 novembre 2020 avec son premier mini album, Border : Day One, ayant comme titre promotionnel "Given-Taken",.
Le mini album a fait ses débuts en numéro deux du Gaon Album Chart en Corée du Sud et s'est vendu 318 528 exemplaires en un jour. En 2 semaines, le groupe reçoit la récompense du Next Leader aux Fact Music Awards 2020.

### Premier comeback (2021)
Le groupe fait son premier retour le 26 avril 2021, avec son deuxième mini album Border : Carnival, ayant comme titre promotionnel "Drunk-Dazed",. Les jeunes hommes reviennent le 19 mai avec un second MV et titre promotionnel "Fever".

### Deuxième comeback (2021)
Le second retour d'Enhypen, le 12 octobre 2021, est ponctué par la sortie de leur premier album studio, Dimension : Dilemma. Ce dernier est composé de huit titres, dont la chanson-titre Tamed-Dashed, la seule à posséder un MV, ainsi que Blockbuster, avec Yeonjun du groupe TXT. Une fois de plus, cet album connaît le succès. En effet, plus de 810 000 copies ont été vendus en une semaine, ce qui a placé l'album en tête du Oricon Album Chart au Japon. Dimension : Dilemma a également brillé aux États-Unis, puisqu'il prend la 11e place du Billboard 200. Un mois après sa sortie, le nombre d'exemplaires vendus s'élève à plus d'un million.
Le groupe devient les ambassadeurs de la marque française AMI Paris et Prada .

### Troisième comeback (2022)
Trois mois après leur dernier « comeback », le groupe revient le 10 janvier 2022 avec une version repackage[Quoi ?] de l'album Dimension : Dilemma, intitulé Dimension : Answer. Trois chansons ont été ajoutées à la tracklist de l'opus précédent : "Blessed-Cursed". Une semaine après sa sortie, l'album avait déjà atteint un demi million de ventes.

### Quatrième comeback (2022)
Le groupe revient le 4 juillet 2022 avec l'album Manifesto : Day1 et la chanson-titre Future Perfect (pass the mic) dans le style musical Chicago Drill, ce qui est une première dans la production de musique Kpop

### Cinquième comeback (2023)
C'est le 22 mai 2023 que le groupe fait son retour depuis l'été 2022 avec un nouvel album : Dark Blood.

### Sixième comeback (2023)
Le 17 novembre 2023 est publié leur nouvel album : Orange Blood, reprenant le thème du précédent. Cet album connait un vrai succès (classé 5e du billboard 200), notamment la chanson Sweet venom, dont une version est en featuring avec Bella Poarch.

### Septième comeback (2024)
Le 12 juillet 2024, le groupe revient avec leur nouvel album : ROMANCE : UNTOLD. Cet album contient notamment, comme titre principal XO (Only If You Say Yes) ainsi que sa version en version anglaise en featuring avec Jvke.
Le 11 novembre de la même année, une réédition de l'album sort, sous le nom Romance: Untold -daydream-.

### Huitième comeback (2025)
Le 5 juin 2025, le groupe sort son nouvel album Desire : Unleash, contenant huit titres. Une version cette fois coréenne est publié, pour le titre Loose sortit précédemment.

## Membres
| Nom de scène | Nom de scène | Nom de naissance           | Nom de naissance | Date de naissance | Nationalité             |
| Romanisé     | Coréen       | Romanisé                   | Cor./Jap.        | Date de naissance | Nationalité             |
| ------------ | ------------ | -------------------------- | ---------------- | ----------------- | ----------------------- |
| Heeseung     | 희승         | Lee Hee-seung              | 이희승           | 15 octobre 2001   | Sud-coréen              |
| Jay          | 제이         | Jay Park / Park Jong-seong | 박종성           | 20 avril 2002     | Sud-coréen / Américain  |
| Jake         | 제이크       | Jake Sim / Sim Jae-yun     | 심재윤           | 15 novembre 2002  | Sud-coréen / Australien |
| Sunghoon     | 성훈         | Park Sung-hoon             | 박성훈           | 8 décembre 2002   | Sud-coréen              |
| Sunoo        | 선우         | Kim Sunwoo                 | 김선우           | 24 juin 2003      | Sud-coréen              |
| Jungwon      | 정원         | Yang Jung-won              | 양정원           | 9 février 2004    | Sud-coréen              |
| Ni-ki        | 니키         | Nishimura Riki             | 西村 リキ        | 9 décembre 2005   | Japonais                |

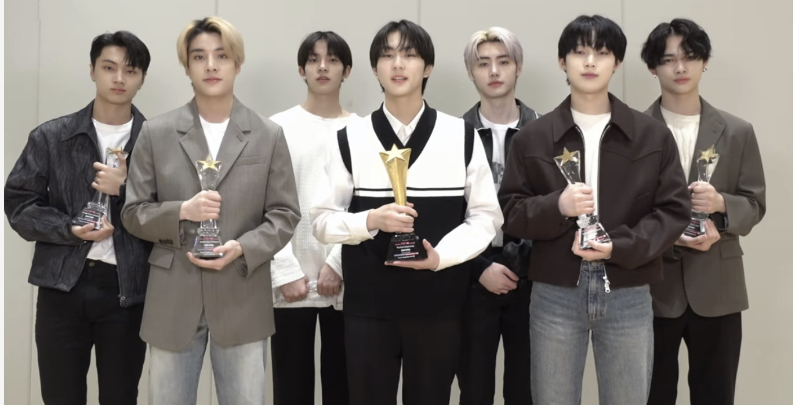
Le groupe en 2022.
De gauche à droite: Jay, Jake, Heeseung, Jungwon, Sunghoon, Sunoo, Ni-ki.

À l'exception du rôle de leader occupé par Jungwon, les membres de Enhypen n'ont pas de positions officielles car ils souhaitent montrer qu'ils ont du potentiel dans plusieurs domaines.

## Discographie

### Albums coréens
| Année                                                                       | Titre                      | Détails                                                                                             | Classements | Classements | Classements | Classements | Classements | Classements | Ventes                                                                    |
| Année                                                                       | Titre                      | Détails                                                                                             | COR         | JAP         | ALL         | FRA         | CAN         | USA         | Ventes                                                                    |
| --------------------------------------------------------------------------- | -------------------------- | --------------------------------------------------------------------------------------------------- | ----------- | ----------- | ----------- | ----------- | ----------- | ----------- | ------------------------------------------------------------------------- |
| 2020                                                                        | Border: Day One            | - Date de sortie : 30 novembre 2020 - Label : Belift Lab - Format : mini-album (EP)                 | 2           | 2           | 95          | —           | —           | —           | - COR : plus de 776 000 - JAP : plus de 95 000                            |
| 2021                                                                        | Border: Carnival           | - Date de sortie : 26 avril 2021 - Label : Belift Lab, Geffen Records - Format : mini-album (EP)    | 1           | 1           | 26          | 129         | —           | 18          | - COR : plus de 1 012 000 - JAP : plus de 136 000 - USA : plus de 20 000  |
| 2021                                                                        | Dimension: Dilemma         | - Date de sortie : 12 octobre 2021 - Label : Belift Lab, Geffen Records - Format : album studio     | 1           | 1           | 8           | —           | 50          | 11          | - COR : plus de 1 545 000 - JAP : plus de 196 000 - USA : plus de 31 000  |
| 2022                                                                        | Dimension: Answer          | - Date de sortie : 10 janvier 2022 - Label : Belift Lab, Geffen Records - Format : réédition        | 1           | 1           | 14          | 17          | 79          | 14          | - COR : plus de 916 000 - JAP : plus de 134 000 - USA : plus de 30 000    |
| 2022                                                                        | Manifesto: Day 1           | - Date de sortie : 4 juillet 2022 - Label : Belift Lab, Geffen Records - Format : mini-album (EP)   | 2           | 1           | 6           | 10          | —           | 6           | - COR : plus de 1 631 000 - JAP : plus de 147 000 - USA : plus de 173 000 |
| 2023                                                                        | Dark Blood                 | - Date de sortie : 22 mai 2023 - Label : Belift Lab, Geffen Records - Format : mini-album (EP)      | 1           | 1           | 9           | 2           | —           | 4           | - COR : plus de 1 853 000 - JAP : plus de 179 000 - USA : plus de 128 000 |
| 2023                                                                        | Orange Blood               | - Date de sortie : 17 novembre 2023 - Label : Belift Lab, Geffen Records - Format : mini-album (EP) | 1           | 1           | 17          | 9           | —           | 4           | - COR : plus de 2 265 000 - JAP : plus de 209 000 - USA : plus de 87 000  |
| 2024                                                                        | Romance: Untold            | - Date de sortie : 12 juillet 2024 - Label : Belift Lab, Geffen Records - Format : album studio     | 1           | 1           | 4           | 1           | —           | 2           | - COR : plus de 3 062 000 - JAP : plus de 316 000 - USA : plus de 170 000 |
| 2024                                                                        | Romance: Untold -daydream- | - Date de sortie : 11 novembre 2024 - Label : Belift Lab, Geffen Records - Format : réédition       | 1           | 1           | 20          | 19          | —           | 7           | - COR : plus de 1 495 000 - JAP : plus de 219 000 - USA : plus de 54 000  |
| 2025                                                                        | Desire: Unleash            | - Date de sortie : 5 juin 2025 - Label : Belift Lab, Geffen Records - Format : mini-album (EP)      | 1           | 1           | 3           | 2           | —           | 3           | - COR : plus de 2 190 000 - JAP : plus de 305 000 - USA : plus de 95 000  |
| "—" indique que l'album ne s'est pas classé ou n'est pas sorti dans ce pays |                            | |             |             |             |             |             |             |                                                                           |

### Album japonais
| Année                                                                       | Titre         | Détails                                                                     | Classement | Ventes                  |
| Année                                                                       | Titre         | Détails                                                                     | JAP        | Ventes                  |
| --------------------------------------------------------------------------- | ------------- | --------------------------------------------------------------------------- | ---------- | ----------------------- |
| 2022                                                                        | Sadame (定め) | - Date de sortie : 26 octobre 2022 - Label : Belift Lab, Virgin Music Japan | 1          | - JAP : plus de 277 000 |
| "—" indique que l'album ne s'est pas classé ou n'est pas sorti dans ce pays |               |                                                                             |            |                         |

### Singles
| Année                                                           | Titre                            | Meilleures positions | Meilleures positions | Meilleures positions | Meilleures positions | Album                      |
| Année                                                           | Titre                            | COR                  | JAP                  | USA World            | MON                  | Album                      |
| --------------------------------------------------------------- | -------------------------------- | -------------------- | -------------------- | -------------------- | -------------------- | -------------------------- |
| 2020                                                            | Given-Taken                      | —                    | 45                   | 13                   | —                    | Border: Day One            |
| 2021                                                            | Drunk-Dazed                      | 118                  | 44                   | 3                    | —                    | Border: Carnival           |
| 2021                                                            | Tamed-Dashed                     | 110                  | 29                   | 11                   | —                    | Dimension: Dilemma         |
| 2022                                                            | Blessed-Cursed                   | 114                  | 32                   | 7                    | —                    | Dimension: Answer          |
| 2022                                                            | Future Perfect (Pass the Mic)    | 108                  | 28                   | —                    | —                    | Manifesto: Day 1           |
| 2023                                                            | Bite Me                          | 66                   | 12                   | 7                    | 109                  | Dark Blood                 |
| 2023                                                            | Sweet Venom                      | 120                  | 33                   | 5                    | 104                  | Orange Blood               |
| 2024                                                            | XO (Only If You Say Yes)         | 90                   | 35                   | 2                    | 84                   | Romance: Untold            |
| 2024                                                            | Home                             | —                    | —                    | —                    | —                    | Hors album                 |
| 2024                                                            | No Doubt                         | 55                   | 21                   | 4                    | —                    | Romance: Untold -daydream- |
| 2025                                                            | Loose                            | —                    | —                    | —                    | —                    | Desire: Unleash            |
| 2025                                                            | Bad Desire (With or Without You) | 79                   | 95                   | 3                    | 68                   | Desire: Unleash            |
| "—" indique que le single ne s'est pas classé dans cette région |                                  |                      |                      |                      |                      |                            |

## Tournées
| Année     | Nom                        | Dates | Pays                                                                              | Audience          | Revenue      | Réf.   |
| --------- | -------------------------- | ----- | --------------------------------------------------------------------------------- | ----------------- | ------------ | ------ |
| 2022–2023 | 1st World Tour "Manifesto" | 22    | Corée du Sud, États-Unis, Japon, Thaïlande, Philippines                           | 247 972 personnes | 26 877 744 $ | [ 60 ] |
| 2023–2024 | 2nd World Tour "Fate"      | 42    | Corée du Sud, Japon, États-Unis, Taïwan, Singapour, Chine, Philippines, Indonésie | TBA               | TBA          | [ 61 ] |

## Filmographie

### Émissions detélé-réalité
- 2020 : I-Land
- Depuis 2020: ENHYPEN&Hi
- Depuis 2021: EN-O'CLOCK

### Émissions de variétés
- 2021 : TXT & EN- Playground